# Thalassema sydniense
Thalassema sydniense är en djurart som tillhör fylumet skedmaskar, och som beskrevs av Edmonds, S.J. 1960. Thalassema sydniense ingår i släktet Thalassema och familjen Echiuridae. Inga underarter finns listade i Catalogue of Life.